# Neels Clasen
Neels Clasen (* 16. März 1977 in Südafrika) ist ein südafrikanischer Filmschauspieler.
Neels Clasen ist seit 2002 als Filmschauspieler in Südafrika tätig. 2014 spielte er als „Hamund“ in der Serie Black Sails mit. 2015 drehte er als Regisseur die Komödie Land of Milk and Honey. Im Action-Krimi The Last Days of American Crime spielte er 2020 als „Sidell Turner“.

## Filmografie (Auswahl)
- 2002: Slash
- 2009: Getroud met rugby (Fernsehserie, 9 Folgen)
- 2011: Platteland
- 2014: Black Sails (Fernsehserie, 4 Folgen)
- 2014: The Wrong Mans – Falsche Zeit, falscher Ort (The Wrong Mans, Fernsehserie, eine Folge)
- 2015: Land of Milk and Money (auch Regie und Drehbuch)
- 2018: Das Kindermädchen: Mission Südafrika
- 2020: Bulletproof 2
- 2020: The Last Days of American Crime
- 2022: Office Invasion